# Хадид (мошав)
Хадид (ивр. חדיד‎) — мошав, расположенный в центральной части Израиля, возле города Модиин. Административно относится к региональному совету Хевель-Модиин. 

## История
Мошав был основан в 1950 году активистами движения «Хапоэль Ха-Мизрахи», на месте заброшенной арабской деревни «Аль-Хадита», и был назван в честь близлежащего археологического заповедника «Тель-Хадид». 

## Население
По данным Центрального статистического бюро Израиля, население на начало 2020 года составляло 875 человек.